# Alanenvaara
Alanenvaara är en kulle i Finland. Den ligger i Enontekis i landskapet Lappland, i den norra delen av landet, 900 km norr om huvudstaden Helsingfors. Toppen på Alanenvaara är 420 meter över havet, eller 100 meter över den omgivande terrängen. Bredden vid basen är 1,9 km.
Terrängen runt Alanenvaara är huvudsakligen platt.  Trakten runt Alanenvaara är nära nog obefolkad, med mindre än två invånare per kvadratkilometer. Närmaste större samhälle är Enontekis, 13,5 km sydost om Alanenvaara. Omgivningarna runt Alanenvaara är i huvudsak ett öppet busklandskap.